# Karl Bühler

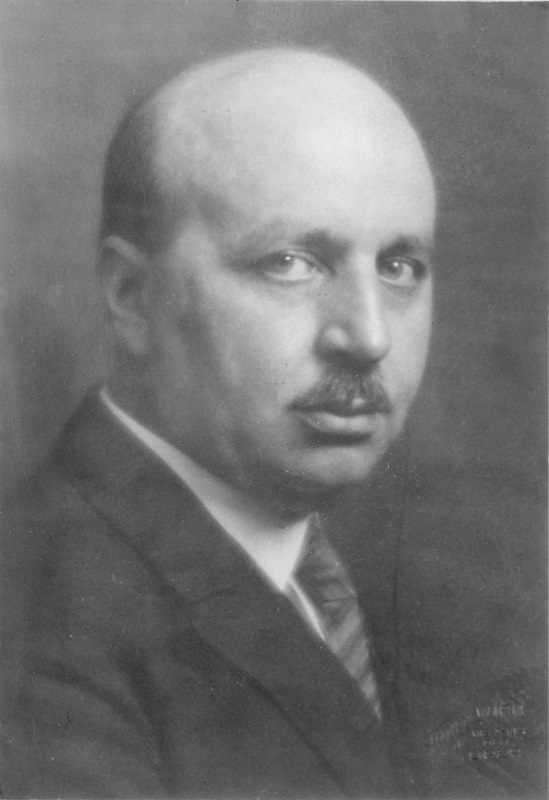
Karl Bühler in 1927

Karl Bühler (Meckesheim, 27 mei 1879 - Los Angeles, 24 oktober 1963) was een Duits-Oostenrijks-Amerikaans psycholoog en - naast Ferdinand de Saussure, Roman Jakobson en Noam Chomsky - een der belangrijkste taaltheoretici van de 20e eeuw. Hij was gehuwd met de kinderpsychologe Charlotte Bühler.

## Leven
Hij rondde in 1903 zijn medicijnenstudie in Freiburg af en ging vervolgens te Straatsburg psychologie studeren. Na deze studie in 1904 te hebben afgerond, studeerde hij verder in Berlijn en Würzburg. Zijn proefschrift ter verwerving van zijn habilitatie in laatstgenoemde stad, Tatsachen und Probleme zu einer Psychologie der Denkvorgänge (1907/1908, drie delen), veroorzaakte een hevige controverse met Wilhelm Wundt.
Bühler werd in 1909 docent met de titel professor en assistent van Oswald Külpe te Bonn. Van 1913 tot 1918 was hij werkzaam als professor te München, van 1918 tot 1922 te Dresden en daarna tot 1938 te Wenen. In 1929 werd hij voorzitter van de Deutsche Gesellschaft für Psychologie. De nazi's arresteerden hem in 1938 op verdenking van onder andere joodsgezindheid. Hij werd echter, met hulp van Noorse vrienden, bevrijd en emigreerde naar de Verenigde Staten. Hij hield zich daar aan de Southern California University als assistent met de taak van professor bezig met de klinische psychiatrie.

## Betekenis
Bühler was een vertegenwoordiger van de Würzburgschool en leverde belangrijke bijdragen aan de taal-, denk- en gestaltpsychologie (Die Gestaltwahrnehmungen, 1913). De denkpsychologische term aha-erlebnis stamt van hem. Zijn werk Die geistige Entwicklung des Kindes (1918) had een grote invloed op de ontwikkelingspsychologie. Hij deed experimenteel onderzoek naar het denkproces, maar verzette zich tegen de toen overheersende associationistische theorieën over het denkverloop.
Zijn in 1934 verschenen Sprachtheorie. Die Darstellungsfunktion der Sprache werd in de jaren 60 tot een van de standaardteksten van de taalwetenschap. Hij ontwikkelde daarin een taaltheorie die empirisch-psychologische met filosofische, taalkundige en communicatiewetenschappelijke vragen en methoden verbindt. In zijn in dit werk tentoongespreide Organonmodel ziet hij taal in navolging van Plato (Cratylus) als organon (werktuig, in de regel akoestisch) waarmee iemand (zender) een ander (ontvanger) iets meedeelt over de feiten. Hierop zijn later vele andere communicatiemodellen gebaseerd.
Karl Popper studeerde en promoveerde bij Bühler.

## Belangrijkste werken
- Die geistige Entwicklung des Kindes (1918)
- Die Krise der Psychologie (1927)
- Axiomatik der Sprachwissenschaften (1933)
- Ausdruckstheorie. Das System an der Geschichte aufgezeigt. (1933)
- Sprachtheorie. Die Darstellungsfunktion der Sprache. (1934)
- Die Zukunft der Psychologie (1936)

- Bibsys: 10024649
- Biblioteca Nacional de España: XX877677
- Bibliothèque nationale de France: cb12311641n (data)
- Catàleg d'autoritats de noms i títols de Catalunya: 981058508526306706
- CiNii: DA00916963
- Gemeinsame Normdatei: 118516957
- International Standard Name Identifier: 0000 0001 2145 1028
- Library of Congress Control Number: n81128253
- Nationale Bibliotheek van Letland: 000177154
- Mathematics Genealogy Project: 156641
- Bibliotheek van het Japanse parlement: 00434756
- Nationale Bibliotheek van Tsjechië: ola2002157919
- Nationale Bibliotheek van Israël: 987007271748305171
- Nationale Bibliotheek van Polen: a0000002958558
- Nederlandse Thesaurus van Auteursnamen: 069712727
- Istituto Centrale per il Catalogo Unico: CFIV011297
- SNAC: w67w9223
- Système universitaire de documentation: 032004958
- Virtual International Authority File: 100181212
- WorldCat: E39PBJvH8Y4f7PRVBb87TbxkXd